# Le Malade imaginaire (téléfilm, 1971)
Pour les articles homonymes, voir Le Malade imaginaire (homonymie).
Le Malade imaginaire est un téléfilm français réalisé par Claude Santelli en 1971, adapté de l’ultime pièce de théâtre de Molière Le Malade imaginaire.

## Synopsis
Argan, un bourgeois, se croit toujours malade. Veuf, il s'est remarié avec Béline qui simule lui porter des soins attentifs, mais n'attend en réalité que sa mort pour pouvoir hériter. Plus soucieux de son argent que de sa bonne santé, les médecins lui dispensent des remèdes et des soins fantaisistes. Toinette, sa servante, se déguise en médecin pour le conseiller plus raisonnablement tant sur sa santé que sur sa vie personnelle. Argan va découvrir la vraie nature des sentiments que lui portent respectivement Béline, sa femme, et Angélique, sa fille.

## Fiche technique
- Réalisateur : Claude Santelli
- Auteur et scénariste : Molière
- Musique : Georges Delerue
- Photographie : André Lecoeuvre
- Décors : Jean Thomen
- Costumes : Yvonne Sassinot et Daniel Groeghmanns
- Genre : Comédie
- Format : Couleur
- Langue : Français
- Durée : 126 minutes
- Date de diffusion : 9 avril 1971

## Distribution
- Michel Bouquet : Argan
- Danièle Lebrun : Béline
- Dominique Labourier : Toinette
- Martine Chevallier : Angélique
- Michel Duchaussoy : Béralde
- Hervé Bellon : Cléante
- Julien Guiomar : Diafoirus
- Yves Pignot : Thomas Diafoirus
- Michael Lonsdale : Purgon
- Georges Adet : le premier médecin
- Teddy Bilis : le notaire
- Georges Bruce : Fleurant
- Jean-Paul Tamaris : le président
- Jeanne Ceres : la vieille
- Luc Bartholomé : le valet

## Autour du film
- Claude Santelli choisit de s’intéresser à l’adaptation du genre théâtral qu’il jugeait pourtant dépassée, pensant proposer une nouvelle façon de présenter une pièce classique.
- C’est une aventure à deux : en effet, Santelli monte ce film avec Michel Bouquet qui avait, depuis longtemps, le désir de jouer du Molière
- Le choix de la pièce du Malade imaginaire s’établit sur le fait que c’est une œuvre assez mystérieuse. Selon Santelli, c’est une pièce de théâtre que l’on peut transposer au cinéma, en insistant sur le mot cinéma. Pour le cinéaste, la technique filmique permet « une certaine rigueur, une précision, une qualité, une recherche en profondeur etc. » que ne permet pas la vidéo.
- Il y a une volonté de traiter la pièce de façon anti-théâtrale. « Ce n’est pas une transposition, ni une retransmission, ni du théâtre filmé » selon le réalisateur.